# Hans Hedemann
Hans Christopher Georg Friederich Hedemann (1792-1859) fue un oficial danés que se convirtió en teniente general del ejército danés.

## Biografía
Hedemann ingresó en el Cuerpo de Cadetes danés antes de 1803. En 1808 alcanzó el servicio sénior como enseña, en 1809 pasó a ser teniente y teniente primero, y en 1819 jefe de Estado Mayor. En 1811 se unió al 1.º Regimiento de Infantería de Jutlandia, donde fue nombrado capitán en 1820. En 1832 alcanzó la antigüedad de mayor y finalmente fue promovido a mayor en 1836. Durante la reorganización del ejército en 1842 se convirtió en teniente coronel y comandante del 10.º batallón, en 1846 comandante del 1.º Cuerpo de Cazadores y comandante del Castillo de Copenhague. En el nuevo año de 1847 se le dio el carácter de coronel.
Cuando estalló la Primera Guerra de Schleswig en la primavera de 1848, el ministro de Guerra Anton Frederik Tscherning nombró al relativamente joven coronel general y poco después mayor general. Se le dio el mando supremo del Ejército danés, con el General Frederik Læssøe sirviendo como jefe de Estado Mayor. Hedemann y Læssøe tenían una buena relación, aunque Hedemann a menudo tomaba decisiones con base en la situación y sin consultar ni a Læssøe ni a Tscherning. Este enfoque se demostró en las batallas de Bov y Schleswig el 9 y 23 de abril. La relación de Hedemann con el ministro de Guerra Tscherning era problemática, ya que a este le resultó difícil darle a Hedemann un amplio margen para tomar decisiones.
Después de la batalla de Schleswig y de la derrota en la batalla en las cercanías de Oeversee, Tscherning envió al Coronel al Estado Mayor y más tarde el ministro de Guerra Christian Frederik von Hansen al Alto Mando del Ejército, con la autoridad de intervenir hasta lo que fuera necesario si el mando del ejército no actuaba en la dirección marcada por Tscherning. Hansen inicialmente no vio razón para intervenir y subsiguientemente asumió el mando de la parte del Ejército danés que había regresado a Alsen. A Hedemann se le ordenó tomar el mando en Fionia y para hacerse cargo de las partes del ejército desembarcadas. Como estas partes del ejército eran mucho menores, Hedemann protestó contra esta regulación y amenazó con dimitir. En mayo el Alto Mando del Ejército y el ministro de Guerra acordaron tomar la ofensiva de nuevo con las tropas de Als y atacar la península de Sundewitt, que estaba ocupada por los alemanes. Antes de eso, Tscherning envió a su ayudante Johannes Harbou al cuartel general del ejército, pero no intervino en los preparativos del ataque. Como resultado, las luchas de Nybøl el 28 de mayo y de Dybbøl el 5 de junio tuvieron éxito para los daneses.
Hedemann fue finalmente apartado del Alto Mando del Ejército el 16 de julio. No se sabe si esto se debió a la intervención de Harbou o al inicio del alto el fuego. Como resultado, Hedemann fue a Copenhague para asumir la presidencia de un comité asesor del Ministerio de Guerra. Al mismo tiempo fue de nuevo comandante de la ciudadela. Hedemann no superó esta degradación, aunque el rey lo nombró Chambelán y en 1853 Caballero de la Orden de Dannebrog.
El incremento en la debilidad de la vista causó que Hedemann solicitara su renuncia en 1854. Hedemann murió en Copenhague en 1859, fue enterrado en el cementerio de la guarnición, donde se ha conservado su tumba con su retrato en un medallón.

## Familia
Hedemann fue el padre del posterior general danés Johan Hedemann (1825-1901), que ya había servido a las órdenes de su padre en las batallas en Nybøl y Dybbøl, y del posterior general y político Marius Hedemann (1836-1903).